# Федоров Андрій Сергійович
Андрій Сергійович Федоров (8 січня 1996, Луганська область — 2022, Харківська область) — український військовослужбовець, солдат Збройних сил України, учасник російсько-української війни. Почесний громадянин міста Тернополя (2022, посмертно).

## Життєпис
Андрій Федоров народився 8 січня 1996 року на Луганщині.
Син полеглого за Україну у 2014 році Сергія Федорова, родина якого переїхала до Тернополя. 
Загинув 2022 року у боях на Харківщині.
Похований 5 грудня 2022 року на Алеї Героїв Микулинецького кладовища м. Тернопіль.

## Нагороди
- почесний громадянин міста Тернополя (19 грудня 2022, посмертно) — за вагомий особистий внесок у становленні української державності та особисту мужність і героїзм у виявленні у захисті державного суверенітету та територіальної цілісності України[1].